# Port lotniczy Joliet
Port lotniczy Joliet, kod IATA: JOT, kod ICAO: KJOT – lotnisko publiczne położone w odległości 7 km na zachód od głównej dzielnicy handlowej Joliet, miasta w hrabstwie Will, w stanie Illinois, w USA. Lotnisko jest własnością Joliet Park District. Lotnisko znajduje się 60 kilometrów na południowy zachód od Chicago. Zostało otwarte w kwietniu 1930 roku.

## Historia
Pierwsze lotnisko Joliet, pierwotnie nazywane Joliet Municipal Airport, zostało zaproponowane przez senatora Illinois Richarda Barra w połowie lat dwudziestych. Było obsługiwane przez Joliet Park District, jako pierwszy w kraju port lotniczy obsługiwany przez taką jednostkę administracyjną. Ziemia została zakupiona we wrześniu 1928 r., a lotnisko zostało wybudowane przy pomocy Departamentu Handlu Stanów Zjednoczonych. Lotnisko zostało oddane do użytku we wrześniu 1930 roku, towarzyszył temu pokaz akrobacji lotniczej i bombardowania. Park District przeniósł swoją główną siedzibę na to lotnisko. Większość działalności została przeniesiona na nowe lotnisko w 1940 roku. Nadajnik nadal funkcjonuje na starym lotnisku, podczas gdy hangar został dodany do Krajowego Rejestru Miejsc Historycznych w 1980 roku.

## Obiekty i samoloty
Regionalny port lotniczy Joliet zajmuje obszar 72 ha na wysokości 177 m n.p.m. Posiada dwa pasy startowe: 13/31 ma wymiar 895 x 30 m z nawierzchnią asfaltową, a 4/22 ma wymiar 837 x 45 m z nawierzchnią z trawy. W roku 2006 lotnisko wykonało 25 tys. operacji lotniczych, średnio 68 dziennie: 89% lotnictwa ogólnego, 8% taksówek powietrznych i 3% samolotów wojskowych. W tym okresie na tym lotnisku było 114 statków powietrznych: 91% samolotów jednosilnikowych, 6% samolotów wielosilnikowych i 3% śmigłowców.